# Telchinia polis
Telchinia polis is een vlinder uit de familie van de Nymphalidae. De wetenschappelijke naam van de soort is voor het eerst gepubliceerd in 1999 door Jacques Pierre.

## Verspreiding
De soort komt voor in de secundaire bossen van Guinee, Sierra Leone, Liberia, Ivoorkust, Ghana, Nigeria en West-Kameroen.

## Waardplanten
De rups leeft op soorten van de brandnetelfamilie waaronder Boehmeria spec., Musanga cecropioides R.Br. ex Tedlie en Myrianthus spec..